# Escalona (serie de televisión)
Escalona es una serie de televisión colombiana, realizada por Caracol Televisión en 1991, protagonizada por Carlos Vives y Florina Lemaitre, que recrea la vida y obra del cantautor vallenato Rafael Escalona.
A finales de 2006 fue retransmitida en Colombia por Caracol Televisión. También ha sido transmitida en Venezuela (Televen, La Tele y TVES), Ecuador (Teleamazonas, SíTV, Canal Uno, Gama TV y Oromar Televisión), Panamá (TVN-2), Argentina (América 2 y Canal 5 de Cablevisión Buenos Aires) Estados Unidos (Telemundo).  y México (TV Azteca). En el 2012 es retransmitida por el canal colombiano Señal Colombia. También fue transmitida por el canal regional Telecafe.  Durante 2020 el Canal 115 Pluto TV Series Latinas retransmite por dicho servicio de streaming. En 2021 fue añadida al catálogo del servicio de streaming Netflix.

## Argumento
La novela da inicio el 15 de marzo de 1945 con el supuesto suicidio de Rafael Escalona (Carlos Vives), joven compositor y mujeriego de la zona de Valledupar, pero quien en realidad fallece es Lucas Boves, marido de la "molinera".
A partir de este momento se dan diferentes situaciones que tendrá que pasar el compositor, para enamorar a La Maye (Florina Lemaitre), personaje inspirado en Marina Arzuaga "La Maye", primera esposa de Escalona, pero también se personificaran ciertos sucesos que sucedieron en la vida del compositor, dando paso a las exitosas canciones que escribió Rafael Escalona:
- La muerte de Lucas Boves.
- La partida de Miguel Casares a la Sierra Nevada de Santa Marta.
- El contrabando con su amigo Felipe Socarrás.
- Su amorío con Dina Luz.
- Su partida al Liceo Celedón de Santa Marta.
- Cuando cruzó en Paraguachón.
- La compra de su Chevrolito.
- La huida de la nieta de Juana Arias con un dueño de carro.
- El amorío de la molinera con Socarrás.
- El amorío de la molinera con el general Ulises Dangond.
- Su amistad con el jerre jerre.
- La demanda que sufrió cuando dijo que su armadillo era igual a Sabas Torres.
- Cuando su compadre Juan Gregorio se quedó sin mujer.
- El destierro de Simón del Plan
- La pérdida de la custodia de Badillo.
- Su amorío con la brasilera.
- El despecho por la pérdida de la Maye
- Su partida a La Guajira
- El reencuentro con Nelson Coronado
- La reconciliación con Matilde "La Maye"
- El duelo de canto con Anastasio y el Diablo
- La muerte de Jaime "El Mane" Molina

## Elenco
| Carlos Vives            | ...  | Rafael Escalona                               |
| Florina Lemaitre        | ...  | Matilde "La Maye" Manjarrés                   |
| Rodrigo Obregón (†)     | .... | Anastasio Espuelas                            |
| Judy Henríquez          | ...  | La vieja Sara Teresa                          |
| Juan Carlos Arango      | ...  | Jaime "El Mane" Molina                        |
| Jairo Camargo           | ...  | Felipe "El Pipe" Socarrás                     |
| Adriana Ricardo         | ...  | Desideria "La Molinera" Zabaleta Vda de Boves |
| Álvaro Ruiz Zúñiga (†)  | ...  | General Ulises Dangond Coronel                |
| Carmenza Gómez          | ...  | Juana Arias                                   |
| Leonardo Acosta         | ...  | Ildelfonso "Poncho" Cotes                     |
| Nelly Moreno            | ...  | Paulina "Pau"                                 |
| Julio Echeverry         | ...  | José Pablo Pavajeau                           |
| Pedro Roda              | ...  | Nelson Coronado                               |
| Álvaro Araújo Castro    | ...  | Miguel Casares                                |
| Franky Linero (†)       | ...  | Dr. José María Maya                           |
| Julio del Mar (†)       | ...  | Emiliano Manjarrés                            |
| Luis Felipe Solano (†)  | ...  | Alfonso Doce Zabaleta                         |
| Omar Geles (+)          | ...  | Compay Simón                                  |
| Gonzalo Molina          | ...  | "El Diablo"                                   |
| Egidio Cuadrado (†)     | ...  | Egidio Cuadrado (él mismo)                    |
| María Fernanda Martínez | ...  | Nara da Freitas "la Brasilera"                |
| Alejandra Borrero       | ...  | Consuelo                                      |
| María Eugenia Parra (†) | ...  | Rosa María                                    |
| Diego Vélez             | ...  | Sabas Buenaventura "Sabita"                   |
| Alicia de Rojas (†)     | ...  | La niña Dominga Gnecco                        |
| Luis Chiappe (†)        | ...  | General Amalio Blanco                         |
| Fausto Cabrera (†)      | ...  | Dueño del Show Nara da Freitas                |
| Humberto Dorado         | ...  | Juez en el caso de difamación contra Escalona |

## Premios y nominaciones
| Premio                                                     | Categoría                      | Nominado                | Resultado |
| ---------------------------------------------------------- | ------------------------------ | ----------------------- | --------- |
| Premios India Catalina (IX edición) 1992                   | Mejor dramatizado              | Mejor dramatizado       | Ganadora  |
| Premios India Catalina (IX edición) 1992                   | Mejor director                 | Sergio Cabrera          | Ganador   |
| Premios India Catalina (IX edición) 1992                   | Mejor libreto                  | Bernardo Romero Pereiro | Ganador   |
| Premios India Catalina (IX edición) 1992                   | Mejor actor protagónico        | Jairo Camargo           | Ganador   |
| Premios India Catalina (IX edición) 1992                   | Mejor actor protagónico        | Álvaro Ruiz             | Nominado  |
| Premios India Catalina (IX edición) 1992                   | Mejor actor protagónico        | Carlos Vives            | Nominado  |
| Premios India Catalina (IX edición) 1992                   | Mejor actriz protagónica       | Judy Henríquez          | Ganadora  |
| Premios India Catalina (IX edición) 1992                   | Mejor actriz protagónica       | Adriana Ricardo         | Nominada  |
| Premios TVyNovelas (Colombia) (I edición) 1992             | Mejor dramatizado              | Mejor dramatizado       | Ganadora  |
| Premios TVyNovelas (Colombia) (I edición) 1992             | Mejor serie                    | Mejor serie             | Ganadora  |
| Premios TVyNovelas (Colombia) (I edición) 1992             | Mejor director                 | Sergio Cabrera          | Nominado  |
| Premios TVyNovelas (Colombia) (I edición) 1992             | Mejor actor protagónico        | Carlos Vives            | Ganador   |
| Premios TVyNovelas (Colombia) (I edición) 1992             | Mejor actriz protagónica       | Florina Lemaitre        | Nominada  |
| Premios Simón Bolívar de Televisión (V edición) 1992       | Mejor Dramatizado              | Mejor Dramatizado       | Ganadora  |
| Premios Simón Bolívar de Televisión (V edición) 1992       | Mejor Director                 | Sergio Cabrera          | Ganador   |
| Premios Simón Bolívar de Televisión (V edición) 1992       | Mejor Director de Cámaras      | Sergio Cabrera          | Ganador   |
| Premios Simón Bolívar de Televisión (V edición) 1992       | Mejor Libreto                  | Bernardo Romero Pereiro | Ganador   |
| Premios Simón Bolívar de Televisión (V edición) 1992       | Mejor Argumento                | Bernardo Romero Pereiro | Ganador   |
| Premios Simón Bolívar de Televisión (V edición) 1992       | Mejor Actor                    | Carlos Vives            | Ganador   |
| Premios Simón Bolívar de Televisión (V edición) 1992       | Mejor Actriz de Reparto        | Adriana Ricardo         | Ganadora  |
| Premios Simón Bolívar de Televisión (V edición) 1992       | Mejor Maquillaje               |                         | Ganadora  |
| Premios Simón Bolívar de Televisión (V edición) 1992       | Mejor Dirección de Fotografía  | Mario González          | Ganador   |
| Premios Simón Bolívar de Televisión (V edición) 1992       | Mejor Iluminación              |                         | Ganadora  |
| Premios Simón Bolívar de Televisión (V edición) 1992       | Mejor Ambientación             |                         | Ganadora  |
| Premios Simón Bolívar de Televisión (V edición) 1992       | Mejor Edición                  | Luis Alberto Restrepo   | Ganador   |
| Asociación de Críticos y Comentaristas de Arte (ACCA) 1992 | Mejor Protagonista Masculino   | Carlos Vives            | Ganador   |
| Asociación de Críticos y Comentaristas de Arte (ACCA) 1992 | Mejor Coprotagonista Masculino | Jairo Camargo           | Ganador   |
| Asociación de Críticos y Comentaristas de Arte (ACCA) 1992 | Mejor Coprotagonista Femenina  | Judy Henríquez          | Ganadora  |
| Asociación de Críticos y Comentaristas de Arte (ACCA) 1992 | Mejor Tema Musical             | El Testamento           | Ganador   |